# 斉藤和義 弾き語りツアー2019 “Time in the Garage” Live at 中野サンプラザ 2019.06.13
『斉藤和義 弾き語りツアー2019 “Time in the Garage” Live at 中野サンプラザ 2019.06.13』（さいとうかずよし　ひきがたりツアー2019"タイムインザガレージ"ライブアットなかのサンプラザ）は、斉藤和義12枚目のライブ・アルバム。2019年11月20日発売。発売元はSPEEDSTAR RECORDS。規格品番：VICL-65600/1（ボーナスディスク付初回盤：VIZL-1640）。

## 解説
2019年4月13日、石川・本多の森ホールを皮切りに全国29公演で開催されたライヴツアー「斉藤和義 弾き語りツアー2019 “Time in the Garage”」より6月13日、東京・中野サンプラザ公演のライブ音源を収録したCD2枚：全21曲入りのライブ・アルバム。初回盤のみ本ツアー全公演よりセレクトした日替り曲を11曲収録した特典CDが付属。本作と同日発売で本ライブのBlu-ray2種とDVD2種が発売。

## 収録曲
全曲　作詞・作曲・編曲：斉藤和義
Disc.1
1. 月光　（04:57）
2. 愛に来て　（04:21）
3. ずっと好きだった　（05:36）
4. あこがれ　（05:08）
5. Cheap & Deep　（04:36）
6. 何となく嫌な夜　（04:37）
7. やつらの足音のバラード　（06:10）
8. オモチャの国　（05:15）
9. 時が経てば　（08:00）
10. 小さな夜　（04:19）
11. 嫌いになれない　（03:29）
12. 幸福な朝食 退屈な夕食　（07:12）
13. 老人の歌　（10:07）

Disc.2
1. Good Luck Baby　（03:57）
2. アレ　（04:25）
3. Stick to fun! Tonight!　（04:47）
4. マディウォーター　（05:42）
5. Summer Days　（10:14）
6. 空に星が綺麗 【ENCORE】　（02:35）
7. 歌うたいのバラッド 【ENCORE】　（07:23）
8. Endless 【ENCORE】　（03:59）

Disc.3【初回限定盤付属特典Disc】
1. はぐれ雲　（Live at 大阪・フェスティバルホール 2019.4.30）　（04:33）
2. 赤いヒマワリ　（Live at 奈良・なら100年会館 大ホール 2019.05.10）　（02:41）
3. Phoenix　（Live at 奈良・なら100年会館 大ホール 2019.05.10）　（06:02）
4. あぁ半年　（Live at 香川・レクザムホール 2019.05.15）　（04:49）
5. BAD TIME BLUES　（Live at 宮城・仙台サンプラザ 2019.05.26）　（04:33）
6. ハミングバード　（Live at 静岡・静岡市民文化会館 2019.06.01）　（05:21）
7. レノンの夢も　（Live at 愛知・名古屋国際会議場センチュリーホール 2019.06.04）　（04:38）
8. 野良猫のうた　（Live at 熊本・熊本市民会館シアーズホーム夢ホール 2019.06.16）　（04:08）
9. 男と女　（Live at 鹿児島・宝山ホール 2019.06.19）　（03:35）
10. カラー　（Live at 鹿児島・宝山ホール 2019.06.19）　（05:08）
11. ウサギとカメ　（Live at 沖縄・沖縄コンベンション劇場 2019.06.22）　（05:28）